# 공중 충돌
항공에서의 공중 충돌(空中衝突)은 비행 중에 두 대 이상의 항공기가 접촉 및 충돌로 인해 발생하는 사고다. 비교적 높은 속도와 그에 따른 지면이나 바다와의 충돌 가능성으로 인해 일반적으로 항공기 중 하나 이상이 매우 심각하게 손상되거나 완전히 파괴된다. 이러한 이유로 특히 순항 중 공중 충돌 사고는 생존자가 매우 적거나 전혀 없는 결과를 초래한다.
공중 충돌의 원인으로는 의사소통 오류, 불신, 항법 오류, 비행 계획의 편차, 상황 인식 부족, 충돌 회피 시스템 부족 등이 있다. 공항 근처나 공항에서 자주 발생한다.

## 최초의 공중 충돌

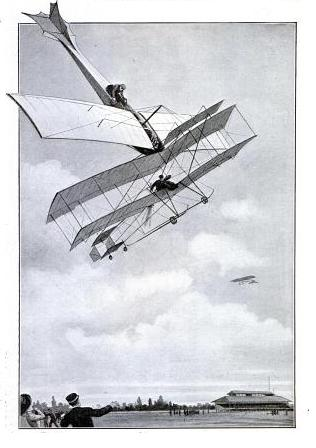
1910년 최초의 공중 충돌 사고에 대한 현대 예술가의 표현

기록된 최초의 공중 충돌 사고는 1910년 9월 24일부터 10월 3일까지 이탈리아 밀라노에서 열린 "Milano Circuito Aereo Internazionale" 회의에서 발생했다. 10월 3일, 앙투아네트 IV 단엽기를 조종하던 프랑스인 르네 토마는 파르만 III 복엽기의 후면을 들이받아 영국 육군 대위 버트램 딕슨과 충돌했다. 두 조종사 모두 살아남았지만 버트램 딕슨은 너무 심하게 다쳐서 다시는 비행하지 못했다.
첫 번째 치명적인 충돌 사고는 1912년 6월 19일 프랑스 두에의 라 브레옐레 비행장에서 발생했다. 프랑스 육군의 마르셀 뒤부아 대위와 알베르 페냥 중위는 이른 아침 안개 속에서 서로 충돌하여 두 조종사 모두 사망했다.

## 공중충돌방지장치
거의 모든 현대 대형 항공기에는 공중 충돌을 방지하도록 설계된 공중충돌방지장치(TCAS)가 장착되어 있다.